# Nastalik (pisava)
Nastalik (arabsko نستعلیق, iz Našk in Taʿlīšk) je ena od glavnih ročnih kaligrafij pri pisanju  perzijske abecede ter tradicionalno prevladujoč stil v perzijski kaligrafiji. Razvila se je v Iranu v 14. in 15. stoletju. Včasih se uporablja za pisanje besedil v arabskem jeziku (kjer se imenuje Taʿlīq) ali perzijščine in je v glavnem v uporabi za pisanje naslovov v besedilih, vendar je bila njena raba vedno bolj razširjena na območjih s perzijskim, turškim in urdujskim vplivom. Nastalik je še vedno široko v uporabi v Iranu, Pakistanu, Indiji in Afganistanu.
Nekoliko manj izpiljena verzija Nastalika se na široko uporablja za pisanje v kašmirščini, pandžabščini ali urdujščini, in pogosto ob uporabi pisave Našk za paštujščino. V  perzijščini se uporablja le v pesništvu. Nastaʿlīq je bil zgodovinsko v uporabi za pisanje v otomanski turščini, ko je bila poznana pod pojmom  tâlik (vendar se ne sme pomešati s povsem drugačnim perzijskim stilom, tudi imenovanim  taʿlīk, ki ga zato imenujejo »stari taʿlīk«).
Nastalik pisava je osnovna pisava post-sasanidske perzijske tradicije pisanja in je enako pomembna tudi na kulturnem polju. Nastalik uporabljajo iranski jeziki na območju Irana (zahodna perzijščina, azerščina, boločistanščina, kurdščina, luriščina, itd.), Afganistana (Dari perzijščina, paštunščina, uzbekščina, turkmenščina, itd.), Pakistana (pandžabščina, urdujščina, kašmirščina, saraiki jezik, itd.) in turškorodne ujgurščina v Kitajski provinci Xinjiang. Pod imenom taʿliq (dob. “izločilna [pisava]”) je bila priljubljena med otomanskimi kaligrafi, ki so iz nje razvili t. i. sloga Divani (divanî) in Rukah (rık’a). Nastalik je med najbolj tekočimi kaligrafskimi stili za arabsko pisavo. Poznamo dve pomembni obliki Nastalika in sicer Čalipa in Sia-Mašk.

## Zgodovina
Po islamski osvojitvi Perzije, so iransko-perzijska ljudstva sprejela perzijsko-arabsko pisavo, in v umetnosti v Perzijski kaligrafiji, ki je cvetela v Iranu in na območjih bivšega perzijskega imeperija. Nedvomno je Mir Ali Tabrizi (14. stoletje) razvil Nastalik s kombinacijo dveh obstoječih pisav Našk in Taʿlīq.
Nastalik je pritegnil mnoge prominentne kaligrafiste, ki so prispevali k njeni slavi in lepoti. Tako lahko občudujemo eleganco del Mir Emad-a. Na sedaj uporabljano pisavo Nastalik je dala velik pečat tehnika Mirze Reze Kalhorja. Kalhor je modificiral in prilagodil Nastalik na način, da je ta primerna za tiskalne aparate. Razvil je tudi metode za učenje Nastalika in posebne jasna pravila za proporce.
Mogulski imperij je uporabljal perzijščino kot dvorni jezik v celotnem času vladanja v Južni Aziji. V tem času se je pisava Nastalik razširila po vsej Južni Aziji. Svoj vpliv je obdržala do neke mere še danes. V Pakistanu je dobesedno vse pisano v urdujščini in tej pisavi. Uporaba pisave Nastalik v Bangladešu je bila do osamosvojitve leta 1971 enaka kot v Pakistanu, ko je urdujščina prenehala biti uradni jezik. Danes le malo ljudi v Bangladešu obvlada Nastalik.